# Glypta deserta
Glypta deserta là một loài tò vò trong họ Ichneumonidae.